# Tiskre
Tiskre küla är en ort i Estland. Den ligger i Harku kommun och landskapet Harjumaa, i den nordvästra delen av landet, 10 km väster om huvudstaden Tallinn. Tiskre küla ligger 27 meter över havet och antalet invånare är 681.
Terrängen runt Tiskre küla är platt. Havet är nära Tiskre küla norrut. Runt Tiskre küla är det tätbefolkat, med 982 invånare per kvadratkilometer. Närmaste större samhälle är Tallinn, 10,5 km öster om Tiskre küla. I omgivningarna runt Tiskre küla växer i huvudsak blandskog.